# Cleveland Cavaliers 1980-1981
La stagione 1980-81 dei Cleveland Cavaliers fu l'11ª nella NBA per la franchigia.
I Cleveland Cavaliers arrivarono quinti nella Central Division della Eastern Conference con un record di 28-54, non qualificandosi per i play-off.

## Roster
| N°      | Naz.                   | Ruolo | Sportivo           | Anno | Alt. | Peso |
| ------- | ---------------------- | ----- | ------------------ | ---- | ---- | ---- |
| 9       | Stati Uniti (bandiera) | GA    | Randy Smith        | 1948 | 191  | 82   |
| 10      | Stati Uniti (bandiera) | G     | Robert Smith       | 1955 | 180  | 75   |
| 12-3-44 | Stati Uniti (bandiera) | C     | Kim Hughes         | 1952 | 211  | 100  |
| 15      | Stati Uniti (bandiera) | GA    | Roger Phegley      | 1956 | 198  | 93   |
| 20      | Stati Uniti (bandiera) | G     | Geoff Huston       | 1957 | 188  | 79   |
| 20      | Stati Uniti (bandiera) | G     | Chad Kinch         | 1958 | 193  | 86   |
| 21      | Stati Uniti (bandiera) | G     | Mack Calvin        | 1947 | 183  | 75   |
| 23      | Stati Uniti (bandiera) | G     | Mike Bratz         | 1955 | 188  | 84   |
| 24      | Stati Uniti (bandiera) | AC    | John Lambert       | 1953 | 208  | 102  |
| 25      | Stati Uniti (bandiera) | AC    | Dave Robisch       | 1949 | 208  | 107  |
| 30      | Stati Uniti (bandiera) | A     | Mike Mitchell      | 1956 | 201  | 98   |
| 31      | Stati Uniti (bandiera) | AC    | Richard Washington | 1955 | 211  | 100  |
| 32      | Stati Uniti (bandiera) | A     | Kenny Carr         | 1955 | 201  | 100  |
| 35      | Stati Uniti (bandiera) | A     | Don Ford           | 1952 | 206  | 98   |
| 40      | Stati Uniti (bandiera) | A     | Walter Jordan      | 1956 | 201  | 90   |
| 41      | Stati Uniti (bandiera) | C     | Bill Laimbeer      | 1957 | 211  | 111  |
| 50      | Stati Uniti (bandiera) | A     | Bill Robinzine     | 1953 | 201  | 104  |
| 52      | Stati Uniti (bandiera) | AC    | Jerome Whitehead   | 1956 | 208  | 100  |

## Staff tecnico
Allenatori: Bill Musselman (25-46) (fino al 13 marzo), Don Delaney (3-8)

Vice-allenatori: Larry Creger, Gerald Oliver